# 四庫未收書輯刊
《四庫未收書輯刊》是一套收錄了由1920年代末30餘位國學者所編定的《四庫未收書分類目錄》中開列的書與本叢書顧問、編委擬添之書的叢書，所收之書不與《四庫全書存目叢書》、《四庫禁燬書叢刊》、《續修四庫全書》中所收錄的書重複。分10輯出版，每輯30冊，共300冊，收錄書籍近2000種，每輯所收書輯部類按照經、史、子、集排序。北京出版社於2000年出版。